# Ahtamar

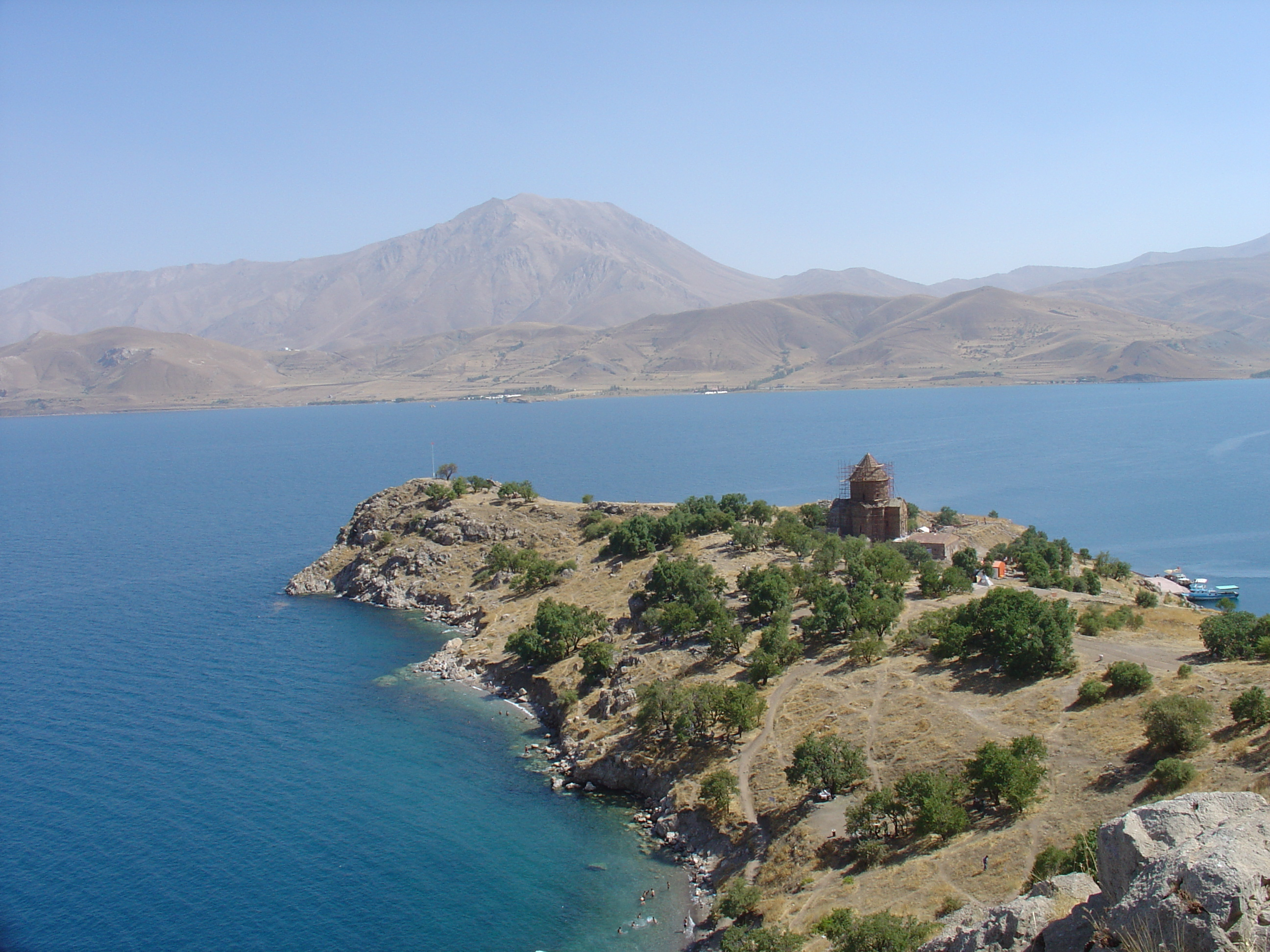
Wyspa

Ahtamar, Akdamar – jedna z największych wysp w południowej części słonego Jeziora Wan. Znajduje się we wschodniej Turcji w prowincji Wan.
Na wyspie stoi zabytkowy ormiański kościół Krzyża Świętego z X wieku z cennymi freskami, zbudowany przy dawnej rezydencji dynastii Artsrunidów z X wieku. Kościół był w latach od 1116 do 1895 siedzibą patriarchatu Ahtamar Apostolskiego Kościoła Ormiańskiego. W 1915 roku podczas ludobójstwa Ormian kościół i zabudowania klasztorne zostały znacznie zniszczone. W latach pięćdziesiątych XX wieku wyspa była wykorzystywana jako poligon wojskowy, a część tysiącletnich zabudowań klasztornych uległa dalszej degradacji.
W latach 2005–2006 przeprowadzono renowację zabytku finansowaną przez Ministerstwo Kultury Turcji. Obecnie pełni funkcje muzealne. W 2013 roku na terenie katedry odbył się w wodach jeziora Wan chrzest grupy ormiańskich chłopców – po raz pierwszy od czasu ludobójstwa Ormian.